# 사이코지만 괜찮아
《사이코지만 괜찮아》는 2020년 6월 20일부터 2020년 8월 9일까지 방영했던 tvN 토일 드라마이다. 넷플릭스에서 유료 시청이 가능하다.

## 기획 의도
버거운 삶의 무게로 사랑을 거부하는 정신 병동 보호사 강태와 태생적 결함으로 사랑을 모르는 동화 작가 문영이 서로의 상처를 보듬고 치유해가는 한 편의 판타지 동화 같은 사랑에 관한 로맨틱 코미디

## 방송 시간
| 방송 채널 | 방송 기간                         | 방송 시간                         | 비고                                |
| tvN       |                                   |                                   |                                     |
| --------- | --------------------------------- | --------------------------------- | ----------------------------------- |
| tvN       | 2020년 6월 20일 ~ 2020년 6월 28일 | 매주 토요일, 일요일 밤 9:10~10:40 | 70분                                |
| tvN       | 2020년 7월 4일 ~ 2020년 8월 9일   | 매주 토요일, 일요일 밤 9:10~10:40 | 70분 (1부 40분, 2부 60분 분할 방송) |

## 등장인물

### 주요 인물
- 김수현 : 문강태 (30세) 역 (아역: 문우진) - 상태의 동생, 정신병동 보호사. 문영의 연인.
- 서예지 : 고문영 (30세) 역 (아역: 김수인) - 인기 아동문학 작가, 반사회적 인격성향. 희재의 딸. 강태의 연인.
- 오정세 : 문상태 (37세) 역 (아역 : 이규성) - 악마, 강태의 형. 난폭하고 심술궂음.

### 강태의 주변 인물
- 강기둥 : 조재수 (31세) 역 - 강태의 유일한 친구.

### 괜찮은 (정신)병원 종사자들
- 박규영 : 남주리 (30세) 역 (아역 박서경) - 정신보건 간호사, 괜찮은 정신병원 7년차 간호사.
- 김창완 : 오지왕 역 - 괜찮은 정신병원 원장. 오차용 父
- 김미경 : 강순덕 역 - 주리의 어머니, 조리장.
- 장영남 : 박행자/도희재 역 - 괜찮은 정신병원 수간호사. 문영의 생모. 강태와상태의 어머니를 죽인진범이다

- 장규리 : 선별 역 - 괜찮은 정신병원 간호사, 경력 3년차 간호사. 주리의 단짝.
- 서준 : 권민석 역 - 괜찮은 정신병원 정신과 전문의
- 최우성 : 오차용 역 - 정신병동 보호사. 오지왕 子

### 괜찮은 (정신)병원 환자들
- 이얼 : 고대환 역 - 문영의 아버지, 건축문화인상을 수차례 수상한 유명 건축가. 진단명 : 기질성 치매. (1회 ~ 13회)
- 김기천 : 간필옹 역 - 진단명 : 외상 후 스트레스 장애(PTSD), 점잖은 평화주의자. 그래서 별명은 간디.
- 정재광 : 주정태 역 - 진단명 : 알콜의존증, 술이 인생의 전부.
- 지혜원 : 이아름 역 - 진단명 : 우울증, 내성적이며 감성적. 유독 눈물이 많다. (1회 ~ 9회)
- 강지은 : 박옥란 역 - 진단명 : 경계성 인격장애, 과거 무명의 연극배우. 도희재 작가의 <서쪽마녀의 살인> 시리즈 광팬.
- 주인영 : 유선해 역 - 진단명 : 해리성 인격 장애, 어려서부터 이상한 '헛소리'를 자주 했다. '귀신에 씌인 아이'로 부모에게 버림받아 무당 할미의 수양딸로 자랐다. 어느날 점을 보러 온 오원장에 의해 '해리성 인격장애' 진단을 받는다.
- 배해선 : 강은자 역 - 진단명 : 정신병적 우울증, 더위에도 아랑곳 않고 늘 여우숄을 두르고 다니는 부유층 마나님. 입만 열면 딸자랑에 돈자랑이다.

### 아동문학출판사 상상이상
- 김주헌 : 이상인 (38세) 역 - 아동문학 출판사 <상상이상> 대표
- 박진주 : 유승재 역 - 아트디렉터, 입사는 아트디렉터로 했는데, 하는 일은 상인의 개인비서.

### 그외 인물
- 우정원 : 도희재 역 - 문영의 어머니, 범죄추리 소설가.
- 정승길 : 평론가 역
- 권동호 : 이아름 남자친구 역
- 김건호 :

### 특별 출연
- 곽동연 : 권기도 역 - 조증 환자, 아동학대 피해자. 만수의 아들.
- 한기중 : 권만수 역 - 국회의원, 기도의 아버지. 아동학대 가해자.
- 정상훈 : 모텔주인 역
- 최다니엘 : 본인 역 - CEO

## OST
- Part.1 헤이즈 - You're Cold (더 많이 사랑한 쪽이 아프대) (2020.06.21 발매)
- Part.2 샘 김 - 숨 (Breath) (2020.06.28 발매)
- Part.3 박원 - My Tale (2020.07.05 발매)
- Part.4 이수현 - 아직 너의 시간에 살아 (2020.07.12 발매)
- Part.5 김필 - 나도 모르는 노래 (2020.07.19 발매)
- Part.6 치즈 - 너라서 고마워 (2020.07.26 발매)
- Part.7 용주 (YONG ZOO) - 퍼즐 (Puzzle) (2020.08.02 발매)
- Special Track vol.1 : 일레인 - Wake up, 가은 (GAEUN) - Got You, 김기원 (Feat.김봄) - Your Day (2020.07.11 발매)
- Special Track vol.2 자넷서 - In Silence, I'm Your Psycho, Lighting Up Your World (2020.07.18 발매)

## 제작 지원
- 디디에 두보

## 시청률
최저 시청률과 최고 시청률은 시청률 조사회사와 지역별로 시청률에 차이가 있을 수 있습니다.
| 2020년      | 2020년      | 2020년                  | 2020년         | 2020년       |
| 회차        | 방송일      | 부제                    | AGB 시청률     | AGB 시청률   |
| 회차        | 방송일      | 부제                    | 대한민국(전국) | 서울(수도권) |
| ----------- | ----------- | ----------------------- | -------------- | ------------ |
| 제1회       | 6월 20일    | 악몽을 먹고 자란 소년   | 6.093%         | 7.036%       |
| 제2회       | 6월 21일    | 빨간구두 아가씨         | 4.722%         | 5.474%       |
| 제3회       | 6월 27일    | 잠자는 숲 속의 마녀     | 5.940%         | 6.529%       |
| 제4회       | 6월 28일    | 좀비아이                | 4.942%         | 6.023%       |
| 제5회       | 7월 4일     | 저주받은 성의 라푼젤    | 4.955%         | 5.534%       |
| 제6회       | 7월 5일     | 푸른 수염의 비밀        | 5.352%         | 5.431%       |
| 제7회       | 7월 11일    | 봄날의 개               | 5.304%         | 5.593%       |
| 제8회       | 7월 12일    | 미녀와 야수             | 5.189%         | 5.784%       |
| 제9회       | 7월 18일    | 임금님 귀는 당나귀 귀   | 5.404%         | 5.958%       |
| 제10회      | 7월 19일    | 양치기 소년             | 4.846%         | 5.332%       |
| 제11회      | 7월 25일    | 미운 오리 새끼          | 5.116%         | 5.171%       |
| 제12회      | 7월 26일    | 로미오와 줄리엣         | 5.204%         | 5.852%       |
| 제13회      | 8월 1일     | 장화홍련의 아빠         | 5.245%         | 5.653%       |
| 제14회      | 8월 2일     | 손, 아귀                | 5.675%         | 6.348%       |
| 제15회      | 8월 8일     | 의좋은 형제들           | 6.029%         | 6.781%       |
| 제16회      | 8월 9일     | 진짜 진짜 얼굴을 찾아서 | 6.786%         | 7.915%       |
| 평균 시청률 | 평균 시청률 | .                       | 5.425%         | 6.025%       |

## 미디어

### 동화
| 시리즈 | 제목                    | 작가        | 위즈덤하우스    | 위즈덤하우스           |
| 시리즈 | 제목                    | 작가        | 한국어 출간일   | 한국어 ISBN            |
| ------ | ----------------------- | ----------- | --------------- | ---------------------- |
| 1      | 악몽을 먹고 자란 소년   | 조용 / 잠산 | 2020년 7월 13일 | ISBN 979-11-90908-15-3 |
| 2      | 좀비 아이               | 조용 / 잠산 | 2020년 7월 13일 | ISBN 979-11-90908-16-0 |
| 3      | 봄날의 개               | 조용 / 잠산 | 2020년 7월 30일 | ISBN 979-11-90908-17-7 |
| 4      | 손, 아귀                | 조용 / 잠산 | 2020년 8월 15일 | ISBN 979-11-90908-68-9 |
| 5      | 진짜 진짜 얼굴을 찾아서 | 조용 / 잠산 | 2020년 8월 31일 | ISBN 979-11-90908-74-0 |

## 수상 및 후보
| 2020 | 제5회 아시아 아티스트 어워즈   | 남자 배우부문 AAA 핫이슈상   | 김수현            | 수상 |  |             |        |      |  |
| 2020 | 제5회 아시아 아티스트 어워즈   | 드라마부문 AAA 올해의 배우상 | 김수현            | 수상 |  |             |        |      |  |
| 2020 | 제5회 아시아 아티스트 어워즈   | 여자 배우부문 AAA 핫이슈상   | 서예지            | 수상 |  |             |        |      |  |
| 2020 | 제5회 아시아 아티스트 어워즈   | AAA 베스트 아티스트상        | 서예지            | 수상 |  |             |        |      |  |
| 2021 | 제7회 아시아태평양 스타 어워즈 | 미니시리즈 남자 최우수연기상 | 김수현            | 후보 |  |             |        |      |  |
| 2021 | 제7회 아시아태평양 스타 어워즈 | KT Seezn 스타상              | 김수현            | 후보 |  |             |        |      |  |
| 2021 | 제7회 아시아태평양 스타 어워즈 | 아이돌챔프 남자 인기상       | 김수현            | 수상 |  |             |        |      |  |
| 2021 | 제7회 아시아태평양 스타 어워즈 | 미니시리즈 여자 우수연기상   | 서예지            | 수상 |  |             |        |      |  |
| 2021 | 제7회 아시아태평양 스타 어워즈 | KT Seezn 스타상              | 서예지            | 후보 |  |             |        |      |  |
| 2021 | 제7회 아시아태평양 스타 어워즈 | 아이돌챔프 여자 인기상       | 서예지            | 수상 |  |             |        |      |  |
| 2021 | 제7회 아시아태평양 스타 어워즈 | 남자 연기상                  | 오정세            | 수상 |  |             |        |      |  |
| 2021 | 제57회 백상예술대상            | TV부문 드라마 작품상         | 사이코지만 괜찮아 | 후보 |  |             |        |      |  |
| 2021 | 제57회 백상예술대상            | TV부문 남자 최우수연기상     | 김수현            | 후보 |  |             |        |      |  |
| 2021 | 제57회 백상예술대상            | TV부문 여자 최우수연기상     | 서예지            | 후보 |  |             |        |      |  |
| 2021 | 제57회 백상예술대상            | TV부문 연출상                | 박신우            | 후보 |  |             |        |      |  |
| 2021 | 제57회 백상예술대상            | TV부문 남자 조연상           | 오정세            | 수상 |  |             |        |      |  |
| 2021 | 제57회 백상예술대상            | TV부문 여자 조연상           | 장영남            | 후보 |  |             |        |      |  |
| 2021 | 제57회 백상예술대상            | TV부문 극본상                | 조용              | 후보 |  |             |        |      |  |
| 2021 | 제57회 백상예술대상            | TV부문 예술상                | 조상경            | 수상 |  | 틱톡 인기상 | 서예지 | 수상 |  |

## 같이 보기
- 대한민국의 텔레비전 드라마 목록 (ㅅ)
- 2020년 대한민국의 텔레비전 드라마 목록